# 哈尔多尔·奥斯格里姆松
哈尔多尔·奥斯格里姆松（1947年9月8日—2015年5月18日）。从1994年起，他便成为冰岛进步党的主席，至2006年止。他在2004年9月15日至2006年6月15日擔任冰岛总理。
哈尔多尔·奥斯格里姆松曾分别于1974-1978和1979-2003在冰岛人民大会（Alþingi）上代表过冰岛东区。从2003起他代表着冰岛北区。他还曾担当过冰岛渔业部部长（1983-1991）；法律部部长與宗教部部长（1988-1989）；北欧交往部部长（1985-1987和1995-1999）；外交部部长（1995-2004）。
他于2015年5月18日因突发性心脏病病逝于雷克雅未克。